# Rodder (Eitorf)
Rodder ist ein durch Rodung entstandener Ortsteil der nordrhein-westfälischen Gemeinde Eitorf, direkt im Leuscheid gelegen. Rodder besteht aus den Ortsteilen Rodder, Hecke und Dickersbach sowie der vorgelagerten Ansiedlung Sehlenbach.

## Geschichte
1830 hatte Rodder 66 Bewohner.

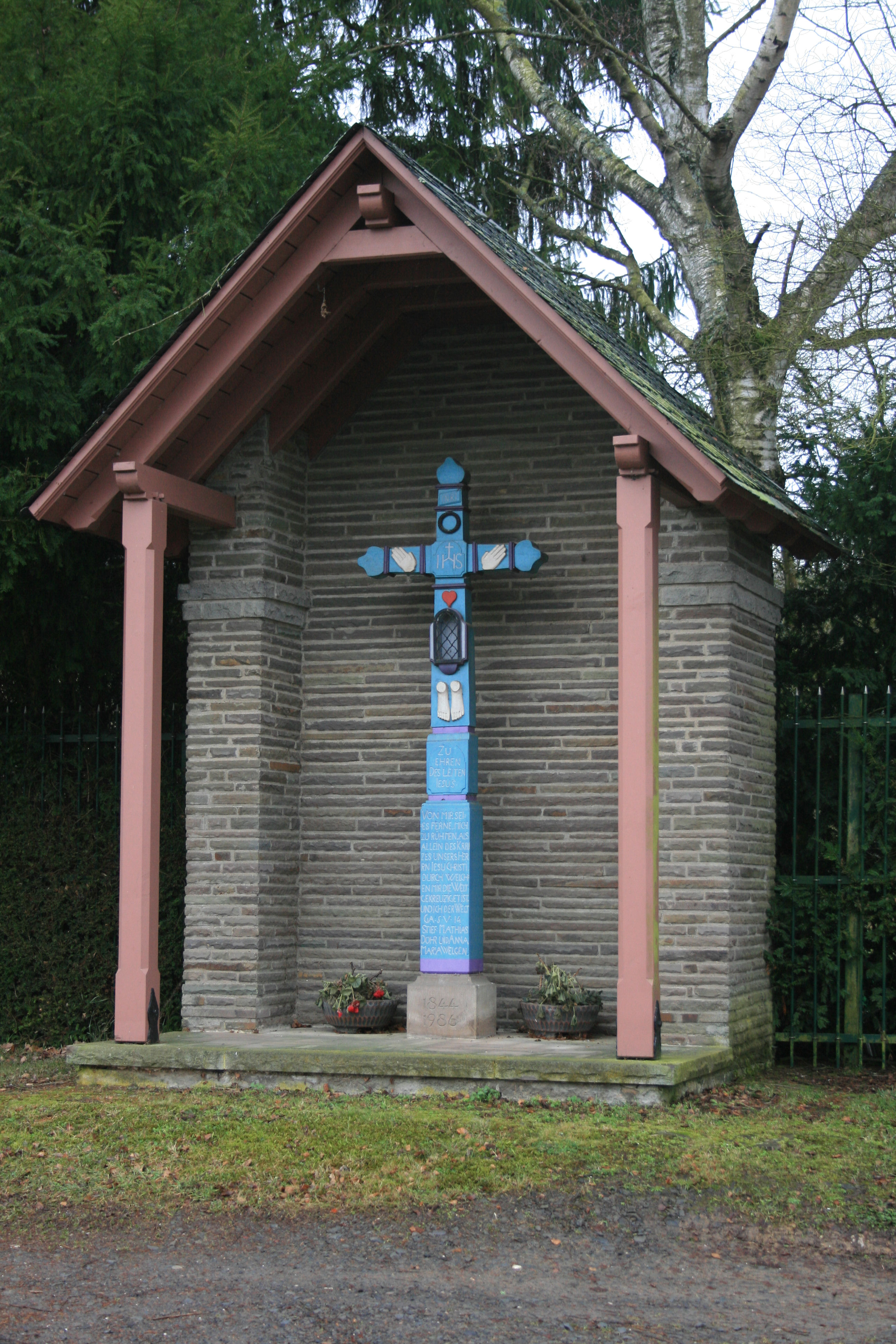
Votivkreuz am Ortseingang

1845 hatte der Weiler 98 katholische Einwohner in 17 Häusern.
1888 hatte das Dorf 82 Bewohner in 17 Häusern.
1925 waren in Rodder 21 Haushalte verzeichnet.